# باشگاه فوتبال آمریکا (ریو دو ژانیرو)
باشگاه فوتبال آمریکا که معمولاً به اختصار آمریکا آرجی یا به سادگی آمریکا نامیده می‌شود، یک باشگاه فوتبال برزیلی است که در شهر ریو دو ژانیرو، در همسایگی شمالی تیجوکا واقع شده است. این تیم در لیگ کاریوکا، بالاترین سطح لیگ فوتبال ایالتی ریو دو ژانیرو، رقابت می‌کند.
این باشگاه که در ۱۸ سپتامبر ۱۹۰۴ تأسیس شد، چندین بار در سری آ برزیل شرکت کرد و هفت بار قهرمان ایالتی شد. ورزشگاه خانگی این باشگاه ورزشگاه جولیته کوتینیو است که ۱۶،۰۰۰ نفر گنجایش دارد. آنها با پیراهن قرمز، شورت سفید و جوراب قرمز بازی می‌کنند.
لامارتین بابو آهنگساز سرود فوتبال از طرفداران آمریکا بود. آمریکا همچنین از یک تیم فوتبال ساحلی آمریکا، آمریکا رد لیونز حمایت مالی می‌کند.

## تاریخچه
در ۱۸ سپتامبر ۱۹۰۴، آلبرتو کولتزبوخر، آلفردو گیلرمه کوهلر، آلفردو مورستد، گوستاوو برونو مورستد، هنریکه مورستد، جیم فاریا ماچادو و اسوالدو مورستد باشگاه فوتبال آمریکا را تأسیس کردند. در سال ۱۹۰۵، آمریکا به همراه بانگو، بوتافوگو، پتروپولیس، فلومیننزه و فوتبول اتلتیکو کلوب لیگ فوتبال ریو دو ژانیرو را تأسیس کردند که اولین فدراسیون فوتبال ریو دو ژانیرو بود. در سال ۱۹۱۳، این باشگاه برای اولین بار قهرمان ایالتی شد.
برای فصل ۱۹۷۱، باشگاه در اولین دوره مسابقات قهرمانی کشور شرکت کرد و در جایگاه یازدهم به پایان رسید.
ستاره زرد درست بالای نشان آنها نشان دهنده پیروزی آنها در تورنمنت قهرمانان در سال ۱۹۸۲ است، که تورنمنتی بود که توسط اس‌بی‌اف سازماندهی شد تا به عنوان پیش نمایشی از مسابقات سری آ برزیل باشد. فلامینگو این دعوت را رد کرد، بنابراین آمریکا، تیمی که پس از تیم‌های منتخب بهترین رکورد را داشت، برای تکمیل این مسابقه دعوت شد. آمریکا با غلبه بر گوارانی در وقت اضافه در ورزشگاه ماراکانا برنده مسابقات شد.
در سال ۲۰۰۶، آمریکا نایب قهرمان تاکا گوانابارا شد. آمریکا در فینال مقابل بوتافوگو بازی کرد.
در سال ۲۰۰۸، آمریکا با سقوط به دسته دوم جام کاریوکا ضربه بزرگی خورد. با این حال، آنها در سال ۲۰۰۹ قهرمان دسته دوم شدند، بنابراین در سال ۲۰۱۰ به سطح اول صعود کردند. با این حال، این باشگاه دوباره در سال ۲۰۱۱ سقوط کرد و در سال ۲۰۱۵ به بازی در دسته دوم ادامه داد. پس از پنج سال رقابت برای سری بی، پس از شکست آمریکانو، به جام کاریوکا بازگشت.